# 孙福明
孫福明（1974年4月14日—），辽宁铁岭人，中國柔道運動員。

## 生平
孫福明曾經在學習柔道之前練習铅球和舉重。其後入選辽宁队學習柔道。其後成為國家隊成員之一。
孫福明曾在1995年奪得全國女子柔道冠军赛无差别级冠军、世界大学生运动会女子柔道无差别级銅牌、世界柔道锦标赛无差别级冠军以及国际女子柔道赛上获女子无差别级亚军。1年後奪得了国际A级柔道赛72公斤以上级別賽事的冠军、全国柔道锦标赛女子72公斤以上级別冠军以及亚特兰大奥運72公斤以上级金牌。
1997年，孫福明在東亞運動會上贏得金牌。3年後奪得亞洲柔道锦标赛女子柔道无差别级冠军。2001年在東亞運中的女子柔道无差别级項目贏得一面金牌以及九运会中的女子柔道78公斤以上级金牌。
2002年至2003年，孫福明先後奪得了全国女子柔道锦标赛78公斤以上级冠军、釜山亚运女子柔道78公斤以上级金牌、世锦赛女子柔道78公斤以上级冠军。2004年，孫福明在雅典奧運的女子柔道78公斤以上级別中獲得一面銅牌。
在2005年十運會「孫福明與閻思睿讓賽事件」後，孙福明正式退役，於2007年轉任遼寧省柔道隊的領隊。

## 外部連結
- 孙福明在国际奥林匹克委员会的资料